# 三上超順
三上 超順（みかみ ちょうじゅん、1835年（天保6年） - 1868年12月28日（明治元年11月15日））は、江戸時代後期から明治時代の日蓮宗の僧。法華寺の僧。松前藩の正義隊隊長。

## 生涯
1835年（天保6年）、生まれ。明治元年に起こった箱館戦争により、箱館を占領した榎本武揚ら旧幕府軍は、土方歳三を総督と定めて松前城を陥落せしめ、松前藩兵らは檜山郡に新築した館城に退却。旧幕府軍はただちに松前残兵追討を開始し、11月15日に館城攻めが行われた。
松前兵全滅の危機に際して正義隊隊長を務めていた三上は右手に大刀、左手に盾代わりのまな板を携えて、味方を逃がすため単身旧幕府軍の前に立ちはだかり、旧幕府軍指揮官・伊奈誠一郎を殺傷するも、横田豊三郎、堀覚之助、黒沢正介らによって斬殺された。享年34。遺体はその豪傑ぶりを讃えられて旧幕府軍により手厚く葬られた。
現在は館城跡には「三上超順、力試しの石」が残されている。